# Purè di patate
Il purè di patate (o purea di patate) (in inglese mashed potato; in francese purée de pommes de terre) è un alimento dalla consistenza cremosa a base di patate, latte e burro.

## Preparazione
Si adattano alla preparazione della purea le varietà più farinose di patata. Lo schiacciato di patate tipico della purea è alla base di preparazione di altre pietanze come gli gnocchi e le patate duchesse. In alternativa a latte e burro, alcune varianti ammettono l'utilizzo di formaggio o l'aromatizzazione con noce moscata e sale.

## Utilizzo
La purea di patate è utilizzata come contorno per accompagnare piatti di carne come il gulasch, il pollo, la trippa, il brasato e il bangers and mash britannico.